# النيابة العامة (فلسطين)
النيابة العامة الفلسطينية هي جهاز قضائي يختص دون غيره بتحريك الدعوى الجزائية ومباشرتها. توحدت إدارة النيابة العامة في فلسطين بعد القرار رقم (287) لسنة 1995. وتحتكم إلى قانون الإجراءات الجزائية رقم (3) لسنة 2001.

## التاريخ
تعاقب على فلسطين على مر العصور العديد من السلطات والإدارات التي حكمتها نتيجة الظروف السياسية والاجتماعية والاقتصادية. حيث سَرَت قوانين الدولة العثمانية فيها، وطبقت فيها العديد من قوانين وأنظمة ومراسيم الانتداب البريطاني باعتبارها إحدى مستعمراتها.

بعد النكبة، تولت الأردن إدارة الضفة الغربية وطبقت قوانينها فيها، وأيضًا طبقت مصر قوانينها حين تولت إدارة قطاع غزة. بعد حرب 1967، احتلت إسرائيل ما تبقى من فلسطين التاريخية، وفرضت خلالها الكثير من الأوامر العسكرية. بعد إنشاء السلطة الوطنية الفلسطينية نتيجة اتفاقيات أوسلو، أصدر رئيس السلطة الوطنية الفلسطينية ياسر عرفات قرار رقم (1) لسنة 1994 حيث جاء فيه:
يستمر العمل بالقوانين والأنظمة والأوامر التي كانت سارية المفعول قبل تاريخ 5 يونيو 1967 في الأراضي الفلسطينية «الضفة الغربية وقطاع غزة» حتى يتم توحيدها.

## اختصاصات النيابة
تتمثل اختصاصات النيابة العامة بمباشرة سلطتي التحقيق والاتهام والترافع أمام المحاكم المختصة، وتمثيل مؤسسات الدولة أمام المحاكم كافة في الدعاوى والطلبات التي تقام منها أو عليها، والإشراف على مراكز الإصلاح والتأهيل، وتنفيذ الأحكام الواجبة التنفيذ في الدعاوى الجزائية بالإضافة إلى إقامة الدعوى التأديبية على القضاة وأعضاء النيابة العامة ومباشرتها.

## هيكلية النيابة
يرأس النيابة العامة نائب عام، يعاونه عدد من المساعدين، ووكلاء النيابة والمدعين العامين، ومعاوني النيابة العامة، وموظفي الضابطة العدلية.
تتألف النيابة العامة من عدة نيابات متخصصة وهي: نيابة العدل العليا والدستورية، ونيابة النقض، ونيابة الاستئناف، ونيابة دعاوى الحكومة، ونيابة حماية الأسرة من العنف، ونيابة حماية الأحداث، ونيابة مكافحة الجرائم الاقتصادية والبيئية، ونيابة مكافحة الجرائم الإلكترونية، ونيابة مكافحة الجرائم المرورية، ونيابة الجرائم الدولية والتعاون القضائي الدولي، ونيابة الجنايات الكبرى ونيابة مكافحة الفساد.
لدى النيابة العامة تقسيم إداري لجميع مراكز مدن دولة فلسطين في جنين، وطوباس، وطولكرم، ونابلس، وقلقيلية، وسلفيت، ورام الله، وأريحا، وبيت لحم، وحلحول، والخليل، ودورا، ويطا، وشمال غزة، وغزة، ودير البلح، وخان يونس ورفح.

### نيابة الأحداث

مؤتمر حول نيابة الأحداث، 2020

صادق رئيس منظمة التحرير الفلسطينية ورئيس دولة فلسطين على ميثاق الأمم المتحدة لحقوق الطفل عام 1991، وفي عام 1995تم تبنيها بشكل قانوني وملزم. بدأت نيابة الأحداث الممارسات الخاصة بها وفق قرار بقانون رقم لسنة 2016

## قائمة أسماء النواب العامين
| الرقم | الاسم                       | صورة | تاريخ البدء    | تاريخ الانتهاء | ملاحظات                                                                                            |
| ----- | --------------------------- | ---- | -------------- | -------------- | -------------------------------------------------------------------------------------------------- |
| 1     | خالد عبد الهادي جبر القدرة  |      | 21 يونيو 1994  |                | قرار صدر في تونس أعاد فيه القدرة إلى الخدمة، وانتدبه نائبًا عامًا.                                   |
| 2     | فايز شعبان أبو رحمة         |      | 18 يوليو 1997  | 1999           | |
| 3     | زهير موسى الصوراني          |      | 19 يونيو 1999  | 1999           | |
| 4     | خالد عبد الهادي جبر القدرة  |      | 1 نوفمبر 1999  | 2 يونيو 2003   | |
| 5     | حسين أبو عاصي               |      | 2 يونيو 2003   | 17 سبتمبر 2005 | |
| 6     | أحمد سلمان حسين المغني      |      | 18 سبتمبر 2005 | أغسطس 2012     | |
| 7     | محمد عبد الغني العويوي      |      | 20 نوفمبر 2012 | يناير 2016     | |
|       | أحمد براك (قائم بالأعمال)   |      | 24 يناير 2016  | 4 أبريل 2016   | |
| 8     | أحمد براك                   |      | 4 أبريل 2016   | 15 يناير 2019  | أصدرت محكمة العدل العليا الفلسطينية قرارًا مؤقتًا بوقف قرار تعيين أحمد براك نائبًا عامًا لدولة فلسطين. |
|       | أكرم الخطيب (قائم بالأعمال) |      | 21 يناير 2019  | 12 مارس 2019   | |
| 9     | أكرم الخطيب                 |      | 12 مارس 2019   | لا يزال        | |

## وصلات خارجية
- الموقع الرسمي